# Kamal Khan
Kamal Khan è un personaggio immaginario, nemico di James Bond, e uno dei due principali antagonisti del film Octopussy - Operazione piovra. È interpretato da Louis Jourdan. 
Khan è un soave principe afgano esiliato che vive in India nel Monsoon Palace. Ha un debole per il buon cibo e il liquore, gioielli inestimabili e armi atomiche. Nel film, si associa con il generale Orlov assetato di potere nel tentativo di scatenare l'olocausto nucleare in Europa occidentale, pianificando di far detonare una bomba nucleare all'interno di una base aerea statunitense, usando il circo di Octopussy come copertura. L'indignazione che scaturirà da questo "incidente" incoraggerà la NATO ad abbandonare le armi nucleari e permetterà agli eserciti di Orlov di invadere l'Occidente
Dopo che Khan e Gobinda sono fuggiti con la prigioniera Octopussy, salgono a bordo dell'aereo di Khan. Bond salta sull'esterno dell'aereo e sconfigge Gobinda in un combattimento corpo a corpo mentre Khan fa compiere pericolosi lanci e svolte. Bond stacca il tubo del carburante causando la caduta dell'aereo, saltando giù con Octopussy proprio mentre Khan tenta disperatamente di atterrare. La pista è troppo corta e l'aereo finisce per cadere da una scogliera. Successivamente si schianta ed esplode, uccidendo Khan.